# ETV2
ETV2 е телевизионен канал в Естония, втора програма на обществената държавна телевизия ERR. През деня излъчва детски програми, а вечер предлага културно съдържание. Стартира излъчване на 8 август 2008 г. Каналът е известен със своята поредица от качествени пълнометражни и документални филми. Водещата вътрешна продукция е културно токшоу. Детските програми също са от основно значение за канала, те започват да се излъчват след края на Летните олимпийски игри през 2008 г.